# Теорема Цермело
Теорема Цермело — теорема теорії множин, яка стверджує, що на будь-якій множині можна ввести таке відношення порядку, що множина буде цілком упорядкованою.
Одна з найважливіших теорем у теорії множин. Названа на честь німецького математика Ернста Цермело. Теорема Цермело еквівалентна аксіомі вибору, а отже, і лемі Цорна.

## Історія
Георг Кантор вважав, що твердження цієї теореми є «фундаментальним принципом думки». Дійсно, будь-яку зліченну множину можна тривіально цілком упорядкувати, наприклад, перенісши порядок із множини натуральних чисел. Однак більшості математиків складно уявити повний порядок вже, наприклад, множини {\displaystyle \mathbb {R} } дійсних чисел. 1904 року Дьюла Кьоніг повідомив, що довів, що такого впорядкування не може існувати. Через кілька тижнів Фелікс Гаусдорф виявив помилку в доведенні. Однак незабаром Ернст Цермело опублікував свою найвідомішу роботу, в якій довів, що будь-яку множину можна цілком упорядкувати. Його доведення спиралося на вперше сформульовану в цій самій роботі аксіому вибору. Викликана цим фактом дискусія спонукала Цермело згодом упритул зайнятися аксіоматизацією теорії множин, що привело до створення аксіоматики Цермело — Френкеля.

## Доведення
Доведення див. у статті Твердження, еквівалентні аксіомі вибору.